# Furstendömet Polotsk
Furstendömet Polotsk (äldre svenska: Polock eller Polotesk – belarusiska: По́лацкае кня́ства, Polackaje kniastva – latin: Polocensis Ducatus – fornnordiska: Paltejsborg eller Paltejsk) var ett medeltida furstendöme i dagens Belarus. Ursprunget och tidpunkten för statens grundande är osäkert. Enligt krönikor från Kievriket erövrades Polotsk av Vladimir den store, varefter det kom att stå i nära förbindelse med Kievriket och den regerande Rurikdynastin.
Furstendömet grundades sannolikt av den krivitiska stamkonfederationen. Under andra hälften av 900-talet styrdes Polotsk av en egen dynasti; dess första härskare som nämns i krönikorna var Rogvolod (Ragnvald), mest känd som Rognedas (Ragnheida) far. Furstendömet var involverat i flera tronföljdskriser under 1000–1100-talen samt i krig med Novgorod (Holmgård). Under 1200-talet införlivades furstendömet i Storfurstendömet Litauen.
När furstendömet var som störst omfattade det stora delar av dagens norra och centrala Belarus, samt en mindre del av sydöstra Lettland. Förutom Polotsk ingick även städer som Vitsebsk, Drutsk, Minsk, Zaslaŭje, Lahojsk, Barysaŭ, Braslaŭ och Koknese.

## Ursprung
Det finns inget exakt datum för när furstendömet bildades; det var troligen en gradvis utveckling. År 862 nämns Polotsk för första gången i Nestorskrönikan som en stad inom Novgorodriket, tillsammans med Murom och Belozersk. Till en början styrdes Furstendömet Polotsk av en lokal dynasti, inte av en ståthållare utsedd av Kiev. Statsbildningen med Polotsk som centrum var ett resultat av en politisk utveckling inom den östslaviska stamkonfederationen krivitjerna.
Polotsk nämns för andra gången först hundra år senare, år 980, då staden styrdes av den varjagiske krigsherren Rogvolod (Ragnvald). Enligt krönikan kom han "från utlandet", en vanlig ordalydelse när man beskrev varjagerna bland de infödda. Rogvolod kom att spela en aktiv roll i maktkampen inom Kievriket.
Efter att Kievrikets regerande furste Svjatoslav I dött år 972 uppstod en maktkamp mellan hans två söner: Vladimir (Valdemar), prins av Novgorod, och Jaropolk, prins av Kiev. Båda hoppades på politiskt och militärt stöd från Polotsk. För att få detta friade Vladimir till Rogvolods dotter Rogneda. Hon avböjde, vilket gjorde att Polotsk allierade sig med Jaropolk och motsatte sig Vladimir. Enligt de dramatiska sagor som återges i Nestorskrönikan lyckades Vladimir erövra staden, varpå han våldtog Rogneda inför hennes föräldrar, dödade hela hennes familj och brände staden. Rogneda fördes sedan till Kiev för att bli Vladimirs hustru, på så sätt utplånades dynastin.
Efter att Vladimir konverterat till kristendomen år 988 och gift sig med Anna Porfyrogeneta, var han tvungen att skilja sig från alla sina tidigare hustrur, inklusive Rogneda. Hon gick då i kloster och tog namnet Anastasia. Därefter blev hon och hennes son Izyaslav förvisade till Polotsk, och Vladimirs son Izyaslav kröntes till furste. På så sätt återupprättades furstendömet med Rurikdynastin på tronen; samtidigt som det likt Kievriket i stort kristnades och antog den österländska ortodoxa tron.

## Storhetstiden

### Konsolidering

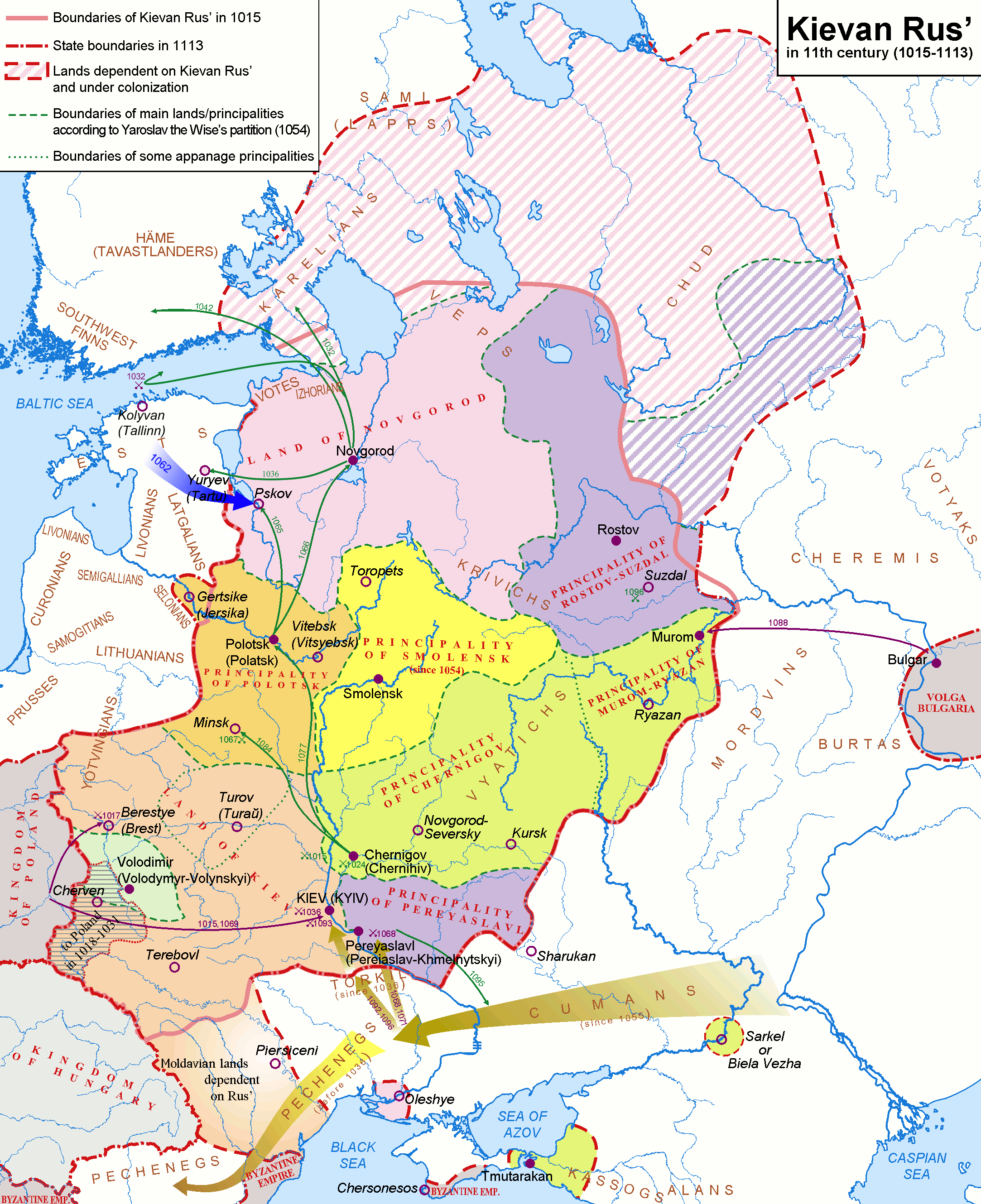
Furstendömet Polotsk ca år 1100.

År 1001 efterträddes Izyaslav av sin son Bryachislav av Polotsk. Under hans styre strävade Polotsk efter att frigöra sig från Kiev. Spänningarna förvärrades av att Izyaslav dog före sin far och aldrig regerade i Kiev; vilket enligt den östslaviska husrättslagen medförde att hans ättlingar förlorade sina dynastiska rättigheter till tronen i Kievriket. År 1020 erövrade Bryachislav Novgorod, men förlorade sedan staden till sin farbror, Jaroslav den vise, och tvingades även ge upp några av sina andra besittningar.
Under de följande två århundradena styrdes furstendömet Polotsk av ättlingar till Izyaslav. Samtidigt regerades alla andra furstendömen inom Kievriket av ättlingar till Jaroslav den vise.
Storhetstiden för det medeltida Polotsk förknippas ofta med styret av Bryachislavs son, Vseslav (1044–1101). Han utnyttjade inbördeskrigen i Kievriket för att hävda sitt oberoende och styra furstendömet på egen hand. Under denna tid blev Polotsk ett handelscentrum och fungerade som en viktig transitpunkt mellan andra delar av Kievriket och Skandinavien.

### Strävan efter självständighet

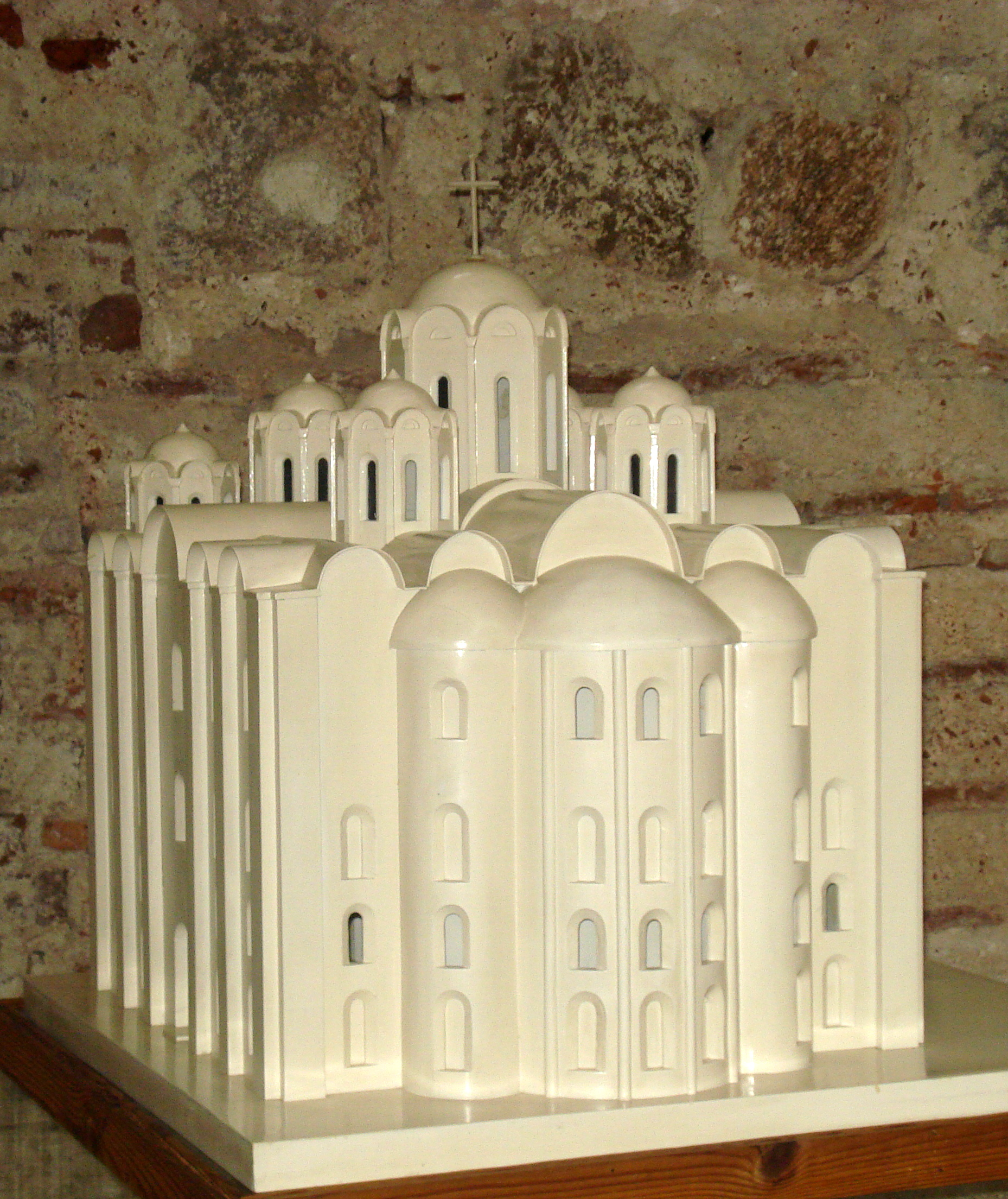
Sofiakatedralen i Polotsk, återuppbyggt på mitten av 1700-talet.

Staden hävdade främst sin självständighet genom att spela ut Kiev, Novgorod och varjagerna mot varandra. Samtida nordiska sagor beskrev Polotsk som den mest befästa staden i hela Kievriket. Under större delen av denna period styrdes furstendömet Polotsk av ättlingar till Izyaslav, och var därmed i praktiken oberoende från fursten i Kiev, även om de formellt erkände rurikidernas makt. Under början av 1000-talet var Polotsk framgångsrikt i att underkuva områden väster om sig i dagens Lettland och Litauen.
I början av 1200-talet erövrade riddare från den tyska orden dessa områden från Polotsk, men de historiska banden med Litauen visade sig vara starka och varade i ytterligare 700 år, även om litauerna så småningom intog den ledande rollen i relationen. Litauerna var som de sista hedningarna i Europa kända som modiga och skickliga krigare och tjänstgjorde som hjälptrupper åt Polotsk i dess krig med de teutoniska riddarna och andra östslaviska furstendömen. Men från 1183 vägrade de att lyda metropoliten och grundade istället ett eget furstendöme.
Sofiakatedralen i Polotsk som byggdes av Vseslav mellan 1044 och 1066, stod som en symbol för Polotsks oberoende anda. Den stod i konkurrens med kyrkor med samma namn i Novgorod och Kiev och åberopade den ursprungliga Hagia Sofia i Konstantinopel, vilket anköt till ett anspråk på stormaktsprestige, auktoritet och suveränitet.

## Förfall

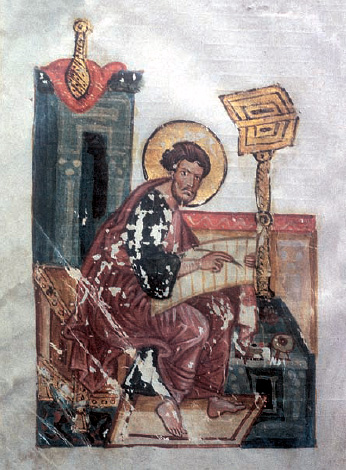
Orshaevangeliet skapades i Polotsk under stadens tid av förfall på 1200-talet.

Efter nederlag vid slaget vid Nemiga och tillfällig fångenskap dog Vseslav, och furstendömet delades mellan hans överlevande söner. Polotsk splittrades mellan olika mindre furstendömen: Furstendömet Minsk, Furstendömet Vitsebsk, Furstendömet Drutsk, Furstendömet Jersika och Furstendömet Koknese. Dessa "småkungar" förde under efterföljande år otaliga krig mot varandra för att hävda kontroll över Polotsk. Till slut gick fursten från Vitsebsk segrande ur striderna. Under korta perioder hävdade även det närliggande Furstendömet Smolensk kontroll över delar av furstendömet.
Från mitten av 1100-talet började förändringars vindar svepa över länderna väster om furstendömet. Fästningen Riga i Livland blev områdets tyngdpunkt och det huvudsakliga utgångsområdet för Svärdsriddarorden. År 1209 erövrade tyska korsriddare furstendömena Jersika och Koknese i dagens sydöstra Lettland, vilka tidigare varit under Polotsks kontroll. Polotsk tvingades att tillåta fritt resande för tyska köpmän år 1212 samtidigt som de livoniska skatteintäkterna försvann. År 1227 avträdde Furstendömet Smolensk, vars makt och inflytande växte sig allt större, delvis till följd av Polotsks nedgång, området kring Polotsk genom ett fördrag till staden Riga.
Furstendömet Polotsk undkom mongolernas invasion av Europa mellan 1236–1241. Dock började de hedniska litauerna med tiden att absorbera delar av furstendömet och 1240 blev Polotsk ett vasallrike under Storhertigdömet Litauen. Furstendömet blev officiellt en del av Litauen 1307, men behöll en viss grad av lokalt självbestämmande fram till 1390-talet. Därefter avskaffades furstendömet och blev en del av vojvodskapet Połock.